# Voordeurdelersopstand
De Voordeurdelersopstand was een rel op 1 juni 1984 bij onder andere de Stevenskerk, Kolpinghuis en V&D in de Nederlandse stad Nijmegen. De demonstratie was georganiseerd door krakersgroepen tegen de voordeurdelersnorm, die nu de kostendelersnorm heet. Het doelwit was premier Ruud Lubbers van het Christen-Democratisch Appèl, die aanwezig zou zijn bij het Oranjecongres in de Stevenskerk.
Vroeg in de week was aangekondigd dat premier Lubbers niet aanwezig zou zijn tijdens het Oranjecongres. De officiële reden was dat hij het te druk had, maar de actievoerders denken dat er gevreesd werd voor demonstraties. In plaats van Lubbers was Piet de Jong aanwezig zijn bij het Oranjecongres. Tijdens de rel werden 80 tot 90 voordeuren, afkomstig uit kraak- en slooppanden, gebruikt om barricades te bouwen die de Stevenskerk omsingelden. Ook werden de politie en Mobiele Eenheid bekogeld met verf, eieren en tomaten. Vanwege de omsingeling poogde de Mobiele Eenheid een uitval om een doorgang te creëren voor de evacuatie van de Jong. Toen dit mislukte werd De Jong per helikopter geëvacueerd uit de Stevenskerk. De helikopter werd door demonstranten bekogeld. Later zijn de demonstranten naar het Kolpinghuis getrokken, waar het CDA een congres hield ter gelegenheid van de verkiezingen voor het Europees Parlement. De demonstranten zijn binnengestormd en hebben de vlaggen van het CDA gestolen. Een aantal demonstranten is toen doorgetrokken naar het stadhuis en politiebureau. Onderweg werd diefstal gepleegd bij de V&D. Zes tot acht demonstranten werden aangehouden vanwege diefstal (van zowel de vlaggen van het CDA als in de V&D), het belemmeren van de politie en openlijke geweldpleging.